# Ràdio Amèrica Barcelona
Ràdio Amèrica Barcelona, també coneguda com a RAB Ràdio, és una emissora de ràdio catalana transoceànica. Compta amb estudis a Barcelona i als casals catalans de Montevideo, Buenos Aires, Santiago de Xile, Quito i Mèxic. L'emissora és una iniciativa de l'Associació Ràdio Amèrica Barcelona, amb la col·laboració d'Esguard Publicacions. Entre els seus impulsors hi ha Germà Capdevila i Vernet.

## Programació
L'emissora emet música i càpsules breus de contingut cultural, esportiu, d'entreteniment i d'informació. Entre els seus programes hi ha:
- L'hora catalana
- Catalunya sardanista